# Parque Quase-Nacional Oga
O Parque Quase-Nacional Oga é um parque quase-nacional localizado na prefeitura japonesa de Akita. Estabelecido em 15 de maio de 1973, tem uma área de 8 156 hectares.